# José Antonio Kast
José Antonio Kast Rist (ur. 18 stycznia 1966 w Santiago) – chilijski prawnik i polityk pochodzenia niemieckiego, kandydat w wyborach prezydenckich w 2021 roku.
W I turze wyborów prezydenckich zdobył 27% głosów i tym samym awansował do II tury, w której przegrał z Gabrielem Boriciem.